# 孙岐文
孙岐文（？—），一作孙歧文，男，汉族，中华人民共和国政治人物，曾任西藏自治区人民政府副主席，西藏自治区人大常委会副主任。